# Holoturina
La holoturina es una sustancia química (toxina) extraída del pepino de mar Parastichopus parvimensis, la cual se utiliza como medicina contra el dolor y malestares musculares, estomacales y/o respiratorios.
Se ha comprobado científicamente que las holoturinas son las responsables de estas propiedades benéficas; estas sustancias eliminan bacterias, hongos, incluso tumores cancerígenos[cita requerida]; su poder para eliminar el dolor supera al de la morfina. 
Los chinos fueron los primeros en aprovechar este recurso y lo hacen desde hace miles de años; sin embargo, la costumbre se ha ido extendiendo a muchos países.
- Datos: Q10297926